# Station Le Dorat
Station Le Dorat is een spoorwegstation in de Franse gemeente Le Dorat.